# Roland Rösler
Roland Rösler (* 23. August 1943 in Schönau, Reichsgau Sudetenland; † 3. September 2020) war ein deutscher Politiker (CDU).

## Werdegang
Nach dem Besuch der Volksschule in Merseburg siedelte Rösler nach Westdeutschland über, absolvierte dort eine Ausbildung zum Werkzeugmacher und holte auf dem zweiten Bildungsweg die Mittlere Reife nach. Er wechselte 1963 zur Bundeswehr, war zunächst Soldat auf Zeit und wurde später Berufssoldat. 1976 erhielt er seine Ernennung zum Leutnant.
Politisch engagierte er sich im Bereich bioethischer Fragen und trat insbesondere für das Lebensrecht der ungeborenen Kinder ein. Rösler arbeitete hierbei eng mit der Aktion Leben in Abtsteinach sowie der Europäischen Ärzteaktion zusammen.

## Partei
Rösler war Mitglied der CDU und der Christdemokraten für das Leben (CDL).

## Landtagsabgeordneter
Rösler gehörte dem Hessischen Landtag vom 21. Juni 1977, als er für den ausgeschiedenen Abgeordneten Heribert Märten nachrückte, bis 1999 an. Er kandidierte stets im Wahlkreis Rheingau-Taunus II, wurde aber – außer bei der Landtagswahl 1987, als er den bisherigen SPD-Abgeordneten Gerhard Bruch im Wahlkreis besiegen konnte – über die CDU-Landesliste gewählt.

## Ehrungen
1990 wurde Roland Rösler mit dem Bundesverdienstkreuz am Bande geehrt.